# Zeppelinplatz (Berlin)
Der Zeppelinplatz ist ein Platz im Berliner Ortsteil Wedding des Bezirks Mitte. Am 1. Juni 1910 erhielt er seinen Namen „zu Ehren des berühmten Luftschiffers Ferdinand Graf von Zeppelin und in Erinnerung an dessen Fahrt nach Berlin am 29. August 1909“.

## Geschichte
Der Schmuckplatz wurde in der zweiten Hälfte des 19. Jahrhunderts nach dem Hobrecht-Plan als Platz D, Abt. X/1, angelegt und befindet sich in der Ortslage Brüsseler Kiez. Er wird begrenzt von den Straßenzügen Limburger Straße, Ostender Straße und der Erschließungsstraße Zeppelinplatz. Gleichzeitig teilt er die Antwerpener Straße, die zwischen Seestraße und Triftstraße verläuft. Zwischen Zeppelinplatz und Genter Straße (zeitweilig: Fritz-Schulz-Straße) ließ der Erbbauverein Moabit eGmbH zu Beginn der 1920er Jahre eine geschlossene viergeschossige Wohnbebauung errichten (Adresse: Zeppelinplatz 1–6 und Genter Straße 33–45). Die Südwestseite des Platzes schließt sich unmittelbar an einen Schulkomplex mit der damaligen Technischen Mittelschule an (Hauptadresse: Lütticher Straße). Der Wohnblock ist seit den 1980er Jahren ein Baudenkmalkomplex.
In den 1980er Jahren wurde die Platzanlage nach Entwürfen des Landschaftsarchitekten Michael Hennemann umfassend umgestaltet.

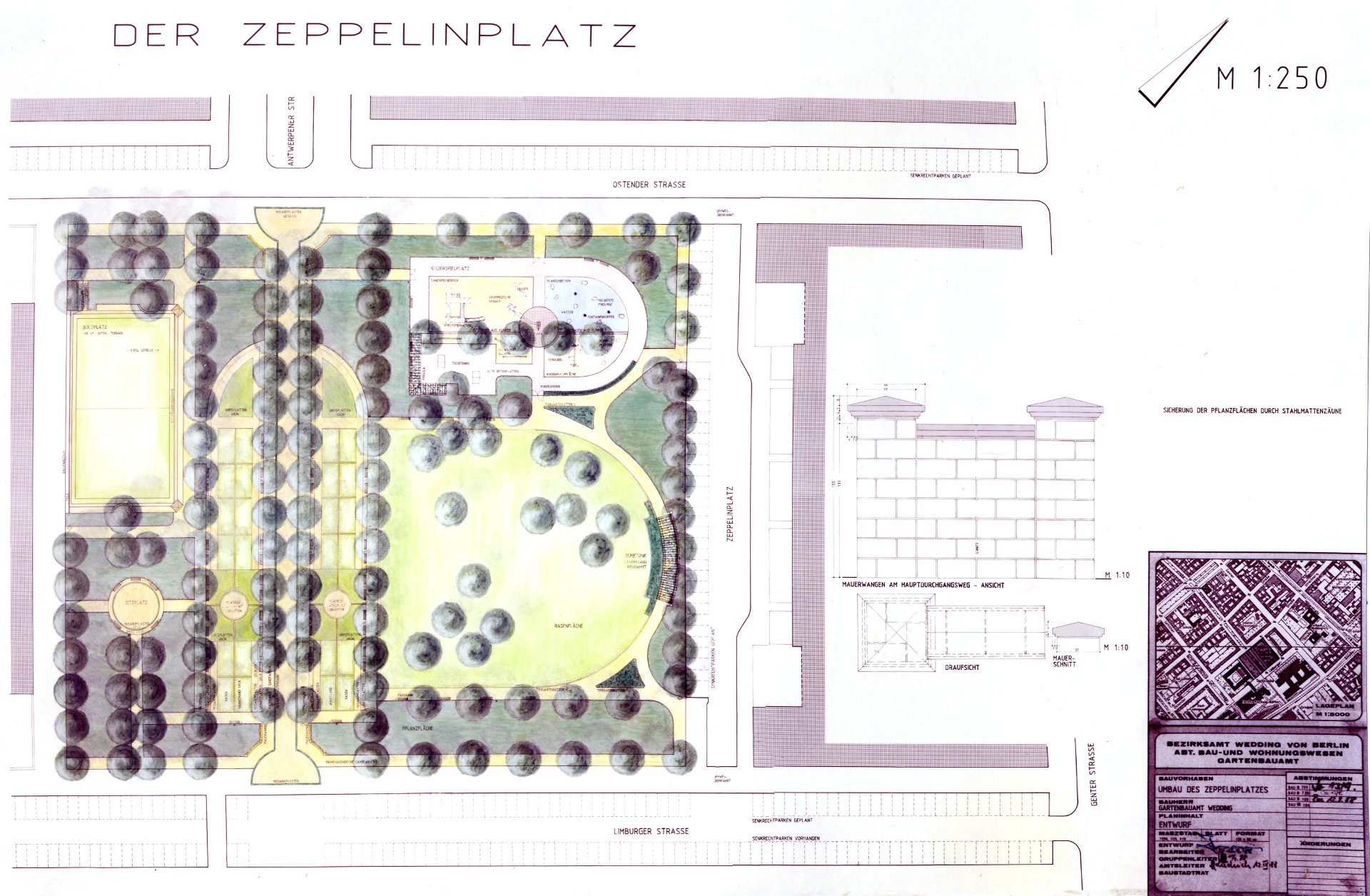
Plan für den erneuerten Zeppelinplatz, 1988

Hennemann beschrieb seine Planungsidee wie folgt:

„Zentraler Gedanke war es, die bisher den Platz zerschneidende Antwerpener Straße zwischen Ostender- und Limburger Straße aufzuheben und den Platz zu einer räumlichen Einheit zusammenzufügen. Dies erfolgte mit dem Tiefbauamt einvernehmlich (Parkplatzersatzflächen wurden in der Ostender Straße durch ‚Querparken‘ geschaffen). Prägende Elemente des neuen Zeppelinplatzes sind die Rasenfläche mit altem Baumbestand, ein Sitzplatz mit Laubengang und Rosenbeet sowie der vergrößerte […] Spielbereich mit vielfältigen Spielangeboten.“

 Die geplanten Kosten betrugen 2,83 Millionen Mark.

## Neugestaltung 2015/2017
Die Bürgerinitiative Brüsseler Kiez, die Stadtteilvertretung „mensch müller“ und die anliegende Berliner Hochschule für Technik beauftragten im Frühjahr 2014 drei Landschaftsplanungsbüros mit neuen Entwürfen für einen Teilumbau des inzwischen in die Jahre gekommenen Spielplatzes und der Liegewiese. Nach zahlreichen Bürgerversammlungen, entsprechenden Planungsänderungen und einer vorsorglich erfolgten Bombensuche, konnte Baustadtrat Carsten Spallek am 8. Juli 2015 den ersten Spatenstich für den Umbau vornehmen.
Im Rahmen des Bund-Länder-Programms Aktive Zentren wurde seit Sommer 2015 der Zeppelinplatz durch das Büro Teichmann LandschaftsArchitekten beplant und umgestaltet. Das Bauvorhaben beinhaltete im ersten Bauabschnitt die Neugestaltung des Spielplatzes mit Wasserspiel, umzäunter Liegewiese mit Hundeverbot und der Erneuerung der Mittelpromenade. Der zweite Bauabschnitt beinhaltete die Neugestaltung eines Jugendbereichs, die Erneuerung des Bolzplatzes, den Platz vor dem Haus Beuth und ein Aktionsfeld. In Kooperation mit der Berliner Hochschule für Technik wurde der Vorplatz des Eingangs zum historischen Haus Beuth inklusive Beleuchtung neu gestaltet. Die feierliche Eröffnung erfolgte am 6. Oktober 2017. Die Gesamtkosten der Baumaßnahme lagen bei rund 2,2 Millionen Euro inklusive der erhöhten Kosten für die Altlastenentsorgung und Kampfmittelberäumung.

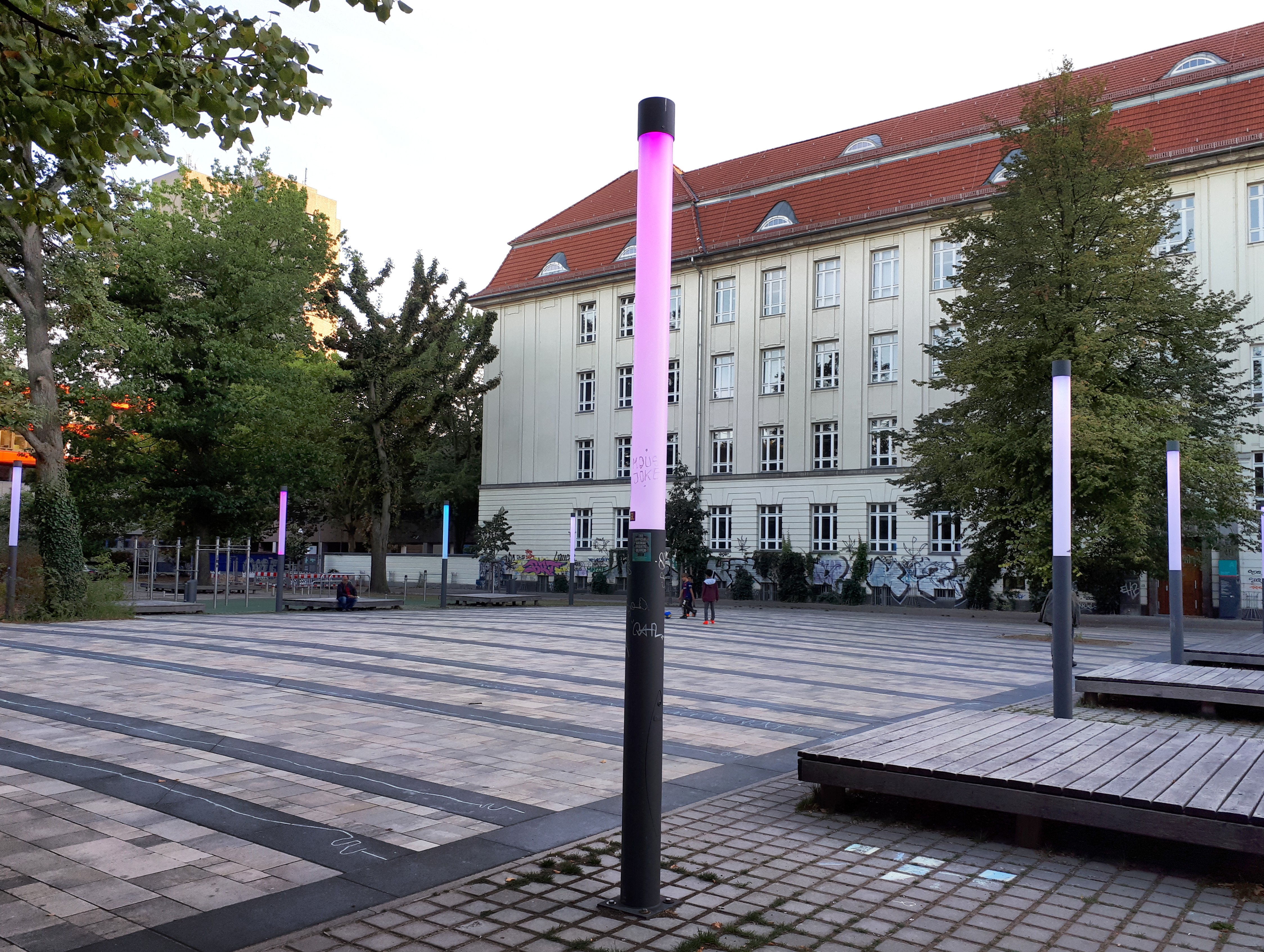
Vorplatz zum Haus Beuth
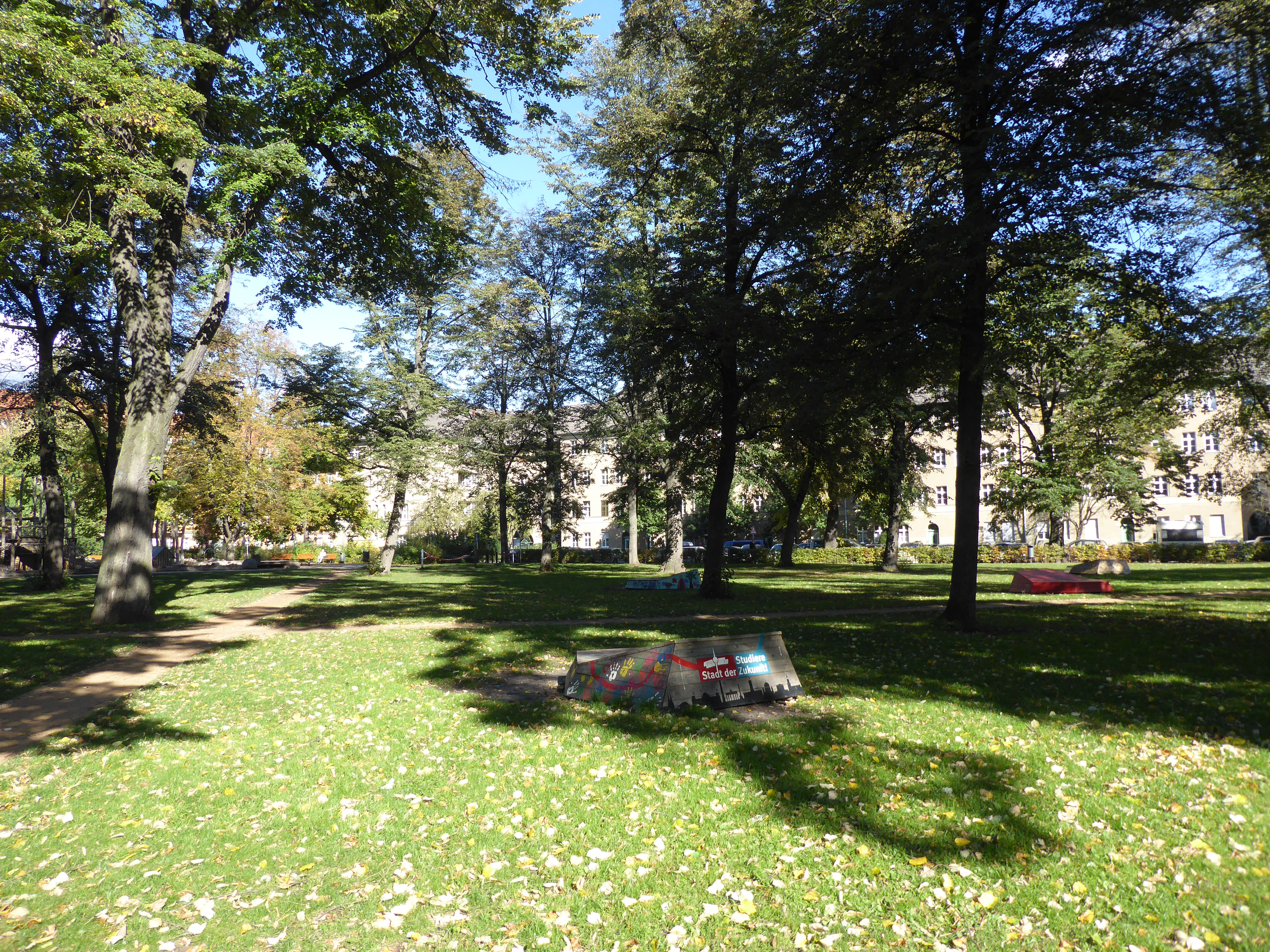
Liegewiese
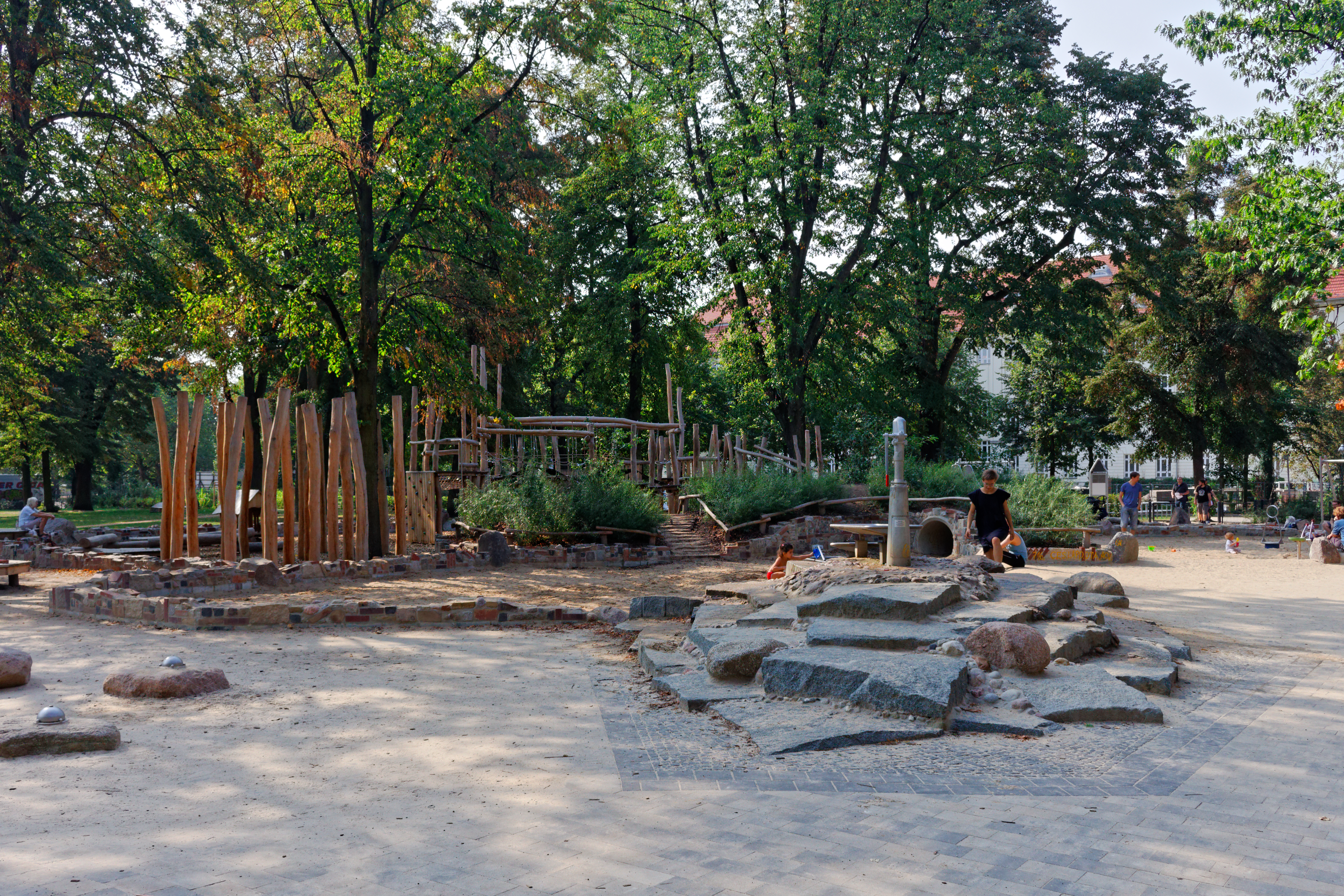
Spielplatz
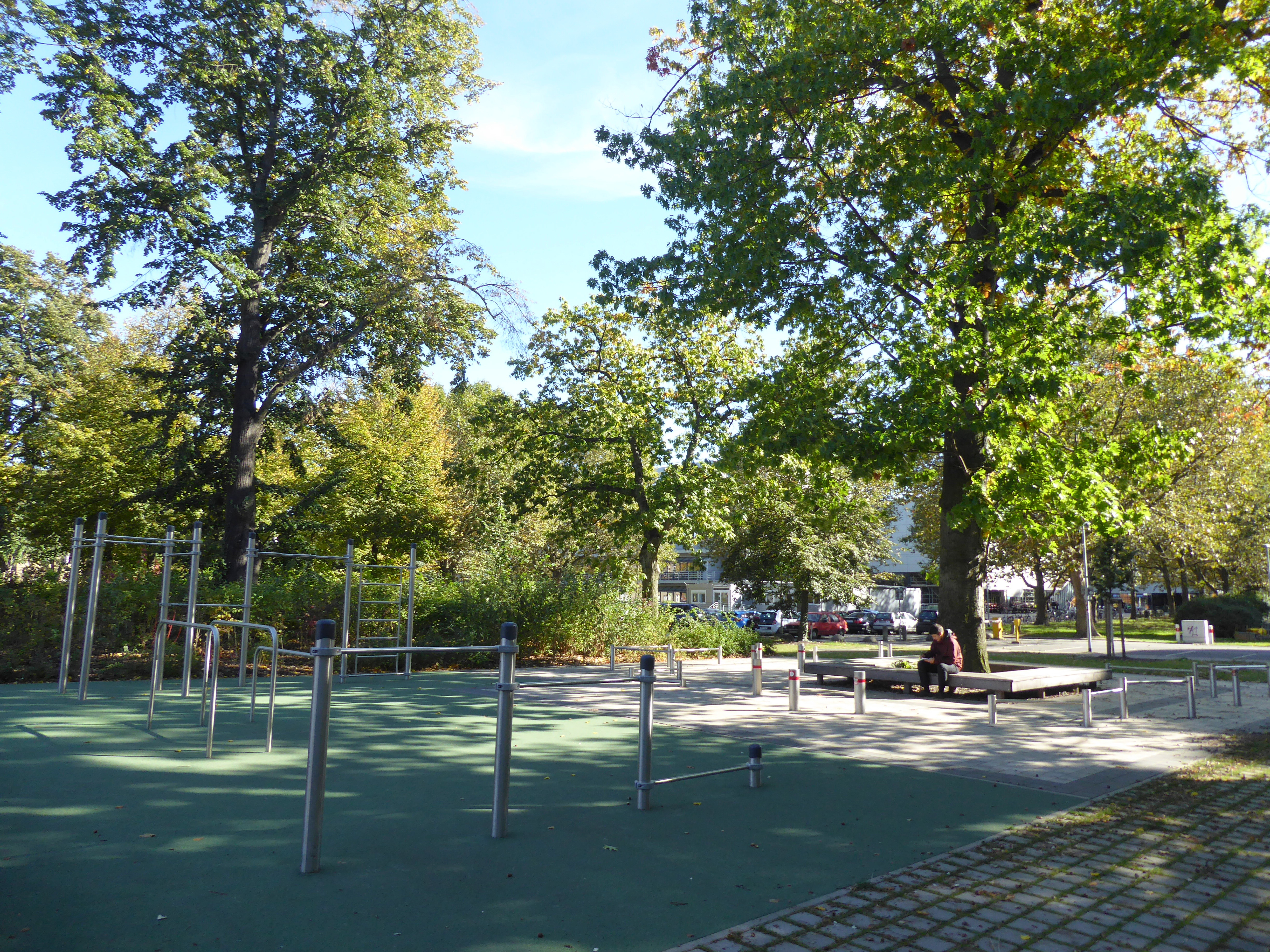
Aktionsfeld
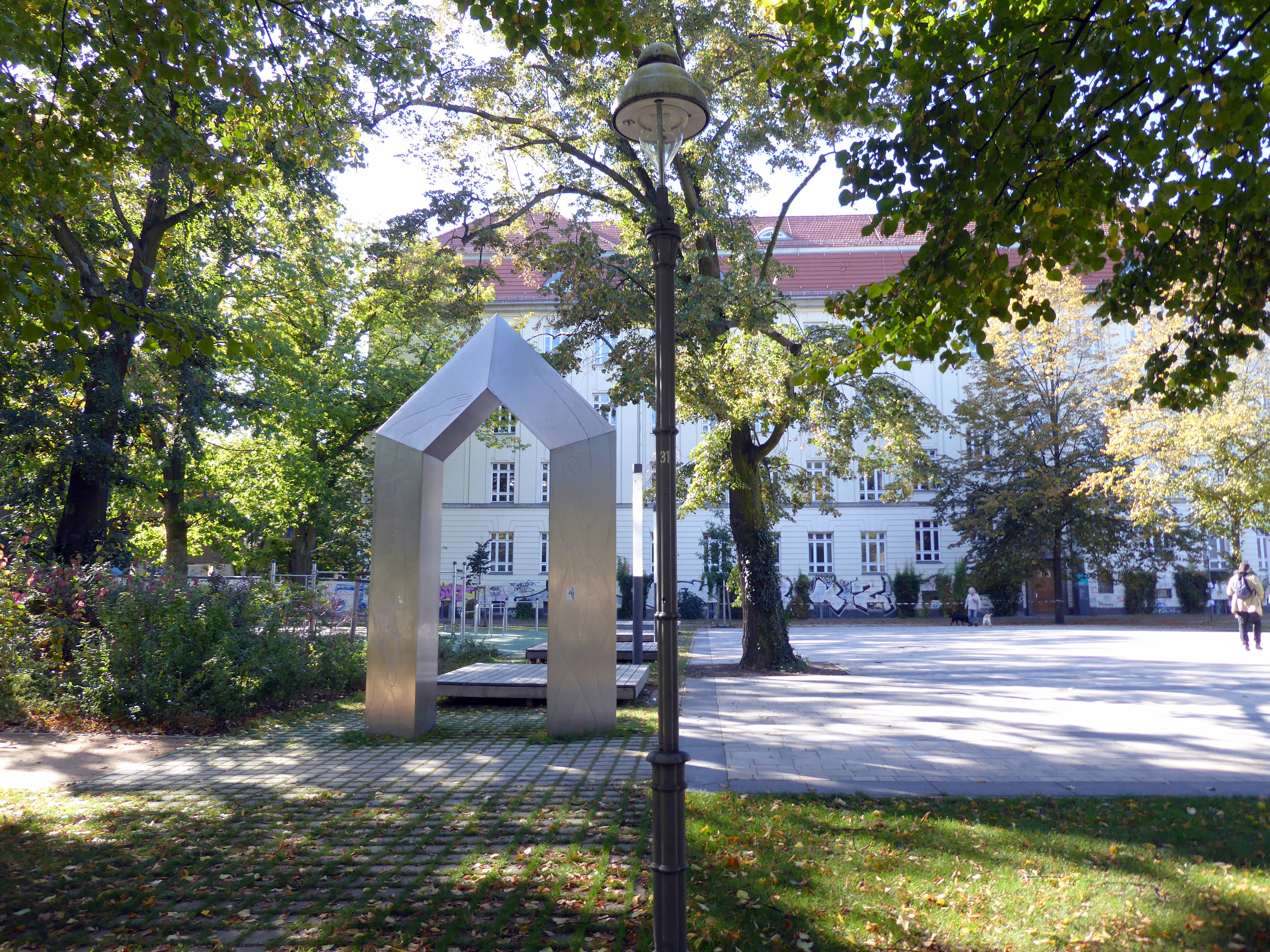
Torskulptur von Rüdiger Roehl 1994